# Minneapolis sexdagars
Minneapolis sexdagars var ett amerikanskt sexdagarslopp i bancykling som avhölls vid sju tillfällen från 1931 till 1936 i Minneapolis. Kanadensiske William "Torchy" Peden stod högst på prispallen vid tre tillfällen.

## Podieplaceringar
| Säsong         | Vinnare                                       | Tvåa                                  | Trea                                        |
| 1931/1932 nov. | Jules Audy William Peden                      | Brask Anderson Bernhard Stübecke      | Pierre Gachon Henri Lepage                  |
| 1932/1933 ?    | Jules Audy William Peden                      | Dave Lands Robert Thomas              | Albert Crossley Reginald McNamara           |
| 1933/1934 nov. | Henri Lepage William Peden                    | Jules Audy Piet van Kempen            | Harry Horan Freddy Zach                     |
| 1934/1935 dec. | Reginald Fielding Piet van Kempen Heinz Vopel | Henri Lepage William Peden Jules Audy | Jimmy Walthour Albert Crossley Ernst Bühler |
| 1935/1936 sep. | Frank Bartell Fred Ottevaire                  | Jules Audy Albert Crossley            | Werner Miethe Heinz Vopel                   |
| 1935/1936 feb. | Reginald Fielding Henri Lepage                | Frank Bartell Fred Ottevaire          | Mike Defilippo Frank Keating                |
| 1936/1937 dec. | Fred Ottevaire Freddy Zach                    | George Dempsey William Peden          | Mike Defilippo Jerry Rodman                 |